# Live Glorious Revolution
『Live Glorious Revolution』（ライブ グロリアス レヴォリューション）は、松田聖子のライブ・ビデオ。1994年10月21日発売。発売元はSony Records。

## 解説
同年6月～8月に行われたコンサート・ツアーの模様を収録したライブ・ビデオ。
同年発売アルバム『Glorious Revolution』からの曲を中心に披露した。

## 収録曲
1. Opening
2. Back for More
3. There for You
4. Hot Thing
5. はじまりはBreak Up
6. 天下のプレイガール
7. 赤いスイートピー
8. もう一度、初めから
9. わたしにできるすべてのこと
10. 時間旅行
11. 続…パラダイス
12. 未来へのDistance
13. MC
14. 秘密の花園
15. 旅立ちはフリージア
16. 時間の国のアリス
17. 青い珊瑚礁
18. 天国のキッス
19. 天使のウインク
20. 夏の扉
21. 大切なあなた
22. Rock'n Rouge